# Beinsdorp (eiland)

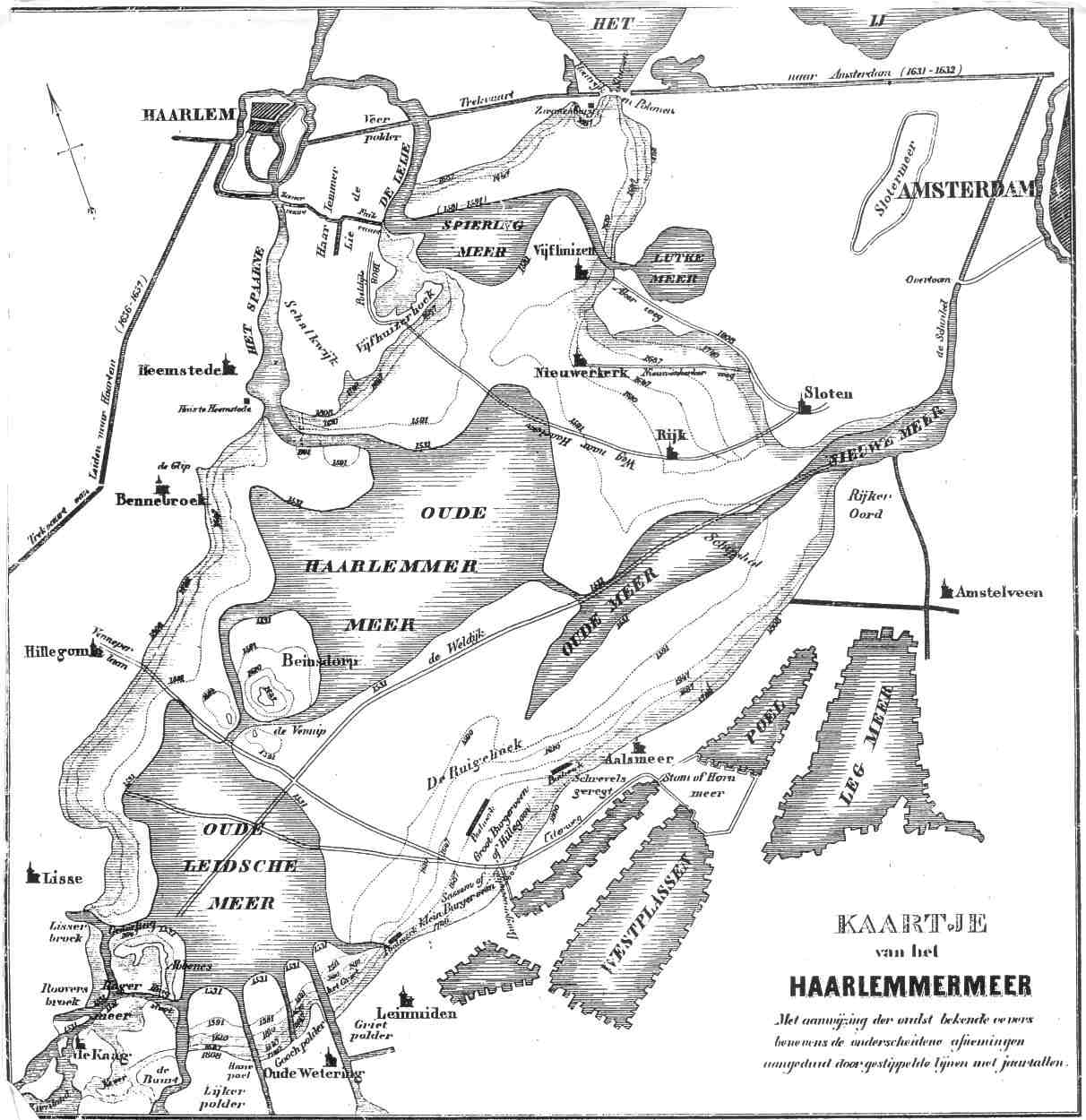
Het oude Haarlemmermeer met het eiland Beinsdorp, naar een kaart van Melchior Bolstra uit 1740

Beinsdorp, ook wel genoemd Baeistrip,  was de naam van het grootste van de eilanden in het rond 1850 ingepolderde Haarlemmermeer, nabij Hillegom.
De andere eilanden waren Vennip (waar Nieuw-Vennep naar is genoemd) en Abbenes. De eilanden Beinsdorp en Vennip maakten deel uit van De Vennip, aanvankelijk een ambachtsheerlijkheid, later een gemeente.

Het eiland is als zodanig verdwenen door de drooglegging van het meer in de jaren 1849-1852.  De naam van het eiland Beinsdorp is behouden in de plaatsnaam van het dorp Beinsdorp, waar sinds 1966 ook een dorpshuis is dat "Het Eiland" heet.